# منقل (أداة)
المِنقل أو مقياس الزوايا هو أداة تقيس زاوية أو تسمح بتدوير كائن إلى موضع زاوية دقيق. المنقلة هي نوع شائع الاستخدام في مجالات الميكانيكا والهندسة التطبيقية والهندسة الرياضية.